# Stenelmis fuscata
Stenelmis fuscata là một loài bọ cánh cứng trong họ Elmidae. Loài này được Blatchley miêu tả khoa học năm 1925.